# جون أبوت (لاعب دوري الرغبي)
جون أبوت (بالإنجليزية: John Abbott)‏ هو لاعب دوري الرغبي أسترالي، ولد في 15 فبراير 1953 في إينيسفيل في أستراليا.